# École de l’Esgueva

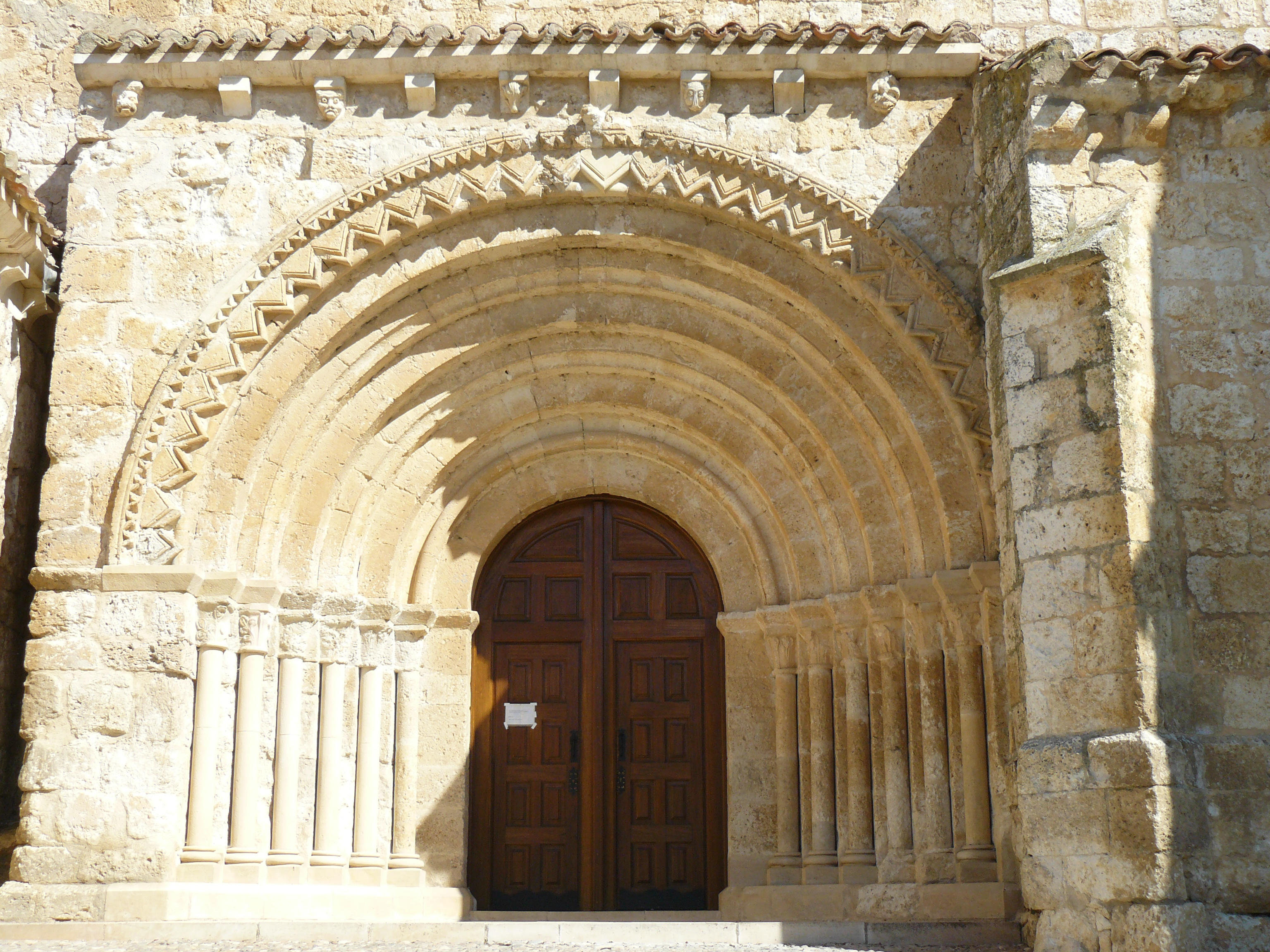
Portail de l'église de Terradillos de Esgueva.

On regroupe sous la dénomination d´art roman de l´Esgueva, ou école de l'Esgueva, des édifices religieux de style roman situés dans la vallée de la rivière Esgueva correspondant à la province de Burgos (Castille et Leon, Espagne).

## Présentation
L´art roman de la vallée de l'Esgueva à Burgos est à caractère rural. Ses églises appartiennent au roman tardif et sont caractérisées par des portes monumentales d'influence cistercienne. D'une grande taille et surbaissées, ces portes présentent de nombreuses voussures soutenues par de petites colonnes et avec décoration géométrique. Il est fréquent que les chapiteaux portent des motifs végétaux.

## Monuments à souligner
- Église Saint Mammès (es) de Villatuelda - Art roman tardif de transition roman-gothique
- Église de Terradillos de Esgueva
- Église de Pinillos de Esgueva (es) - C´est le monument le plus représentatif de cette école
- Église de Cabañes de Esgueva
- Ermitage de Santibáñez de Esgueva
- Église d'Oquillas